# Диди-Голиси
Диди-Голиси (груз. დიდი გოლისი) — село в Грузии, на территории Харагаульского муниципалитета края (мхаре) Имеретия.

## География
Село находится в западной части Грузии, на левом берегу реки Дзирулы, на расстоянии 56 километров к северо-востоку от посёлка городского типа Харагаули, административного центра муниципалитета. Абсолютная высота — 797 метров над уровнем моря.

## Население
По результатам официальной переписи населения 2014 года, в Диди-Голиси проживало 28 человек (17 мужчин и 11 женщин). В национальной структуре населения грузины составляли 100 %.
| Год  | Население, человек |
| ---- | ------------------ |
| 2002 | 35                 |
| 2014 | ↘ 28               |